# Wind of Change
För andra betydelser, se Wind of Change (olika betydelser).
"Wind of Change" är en rockballad från 1990 av tyska gruppen Scorpions. Sångtexten handlar om hur de såg på de stora förändringarna i Östeuropa åren kring 1990 och det kalla kriget upphörde, samt demokratiseringen och den ökade politiska friheten i de östeuropeiska staterna, som snart kom att innebära att Sovjetunionen upplöstes.

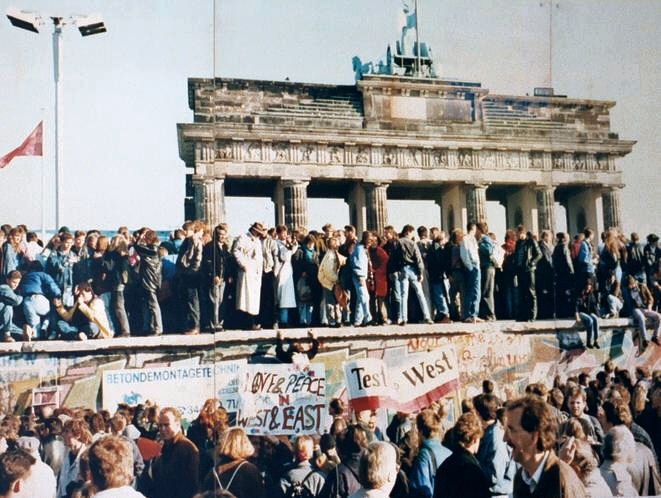
Sångtexten behandlade förändringarna i Östeuropa kring 1990.

## Produktion och mottagande
Sången finns med på Scorpions studioalbum Crazy World från 1990, och 1991 blev låten en världshit, och släpptes då som singel och nådde #4 in i USA och #2 i Storbritannien. Den fanns även på livealbumet Live Bites samt på albumet Moment of Glory från år 2000 som Scorpions spelade in tillsammans med symfoniorkestern Berlinerfilharmonikerna, samt på det med akustiska instrument inspelade albumet Acoustica.
Låten är skriven av sångaren Klaus Meine som vanligtvis inte skrev låtar för bandet. Han skrev den bara några månader innan Berlinmurens fall 1990. Eftersom han skapade låten genom att spela piano så visslade han samtidigt en slinga och denna vissling blev sedan kvar i slutproduktionen.
Meine menar att inspirationen till sångtexten kom från de besök bandet gjorde i Moskva augusti 1989 då de spelade på festivalen Moscow Music Peace Festival, som arrangerades av Make a Difference Foundation, som drevs av deras manager Doc McGhee. Många undrade varför de sjöng om The Moskva för orten Moskva heter bara Moscow på engelska, men Moskva är också det engelskspråkiga namnet på Moskvafloden (i engelskan brukar den bestämda artikeln "the" läggas till framför flodnamn). Sångtexten nämner också nöjesfältet Gorkijparken (Gorky Park) i Moskva. Scorpions blev 1991 första rockgrupp att få besöka Kreml, strax innan Sovjetunionen upplöstes senare under det året. Sången "Wind of Change" klättrade snabbt upp på singellistan i elva länder. En version på ryska blev också skriven och inspelad; och den heter "Ветер Перемен" ("Veter Peremen").
2005 utsåg den tyska TV-kanalen ZDF:s tittare "Wind of Change" till "århundradets sång".
Det brittiska fotbollsprogrammet Soccer AM använder också sången.
Den 9 november 1999 spelade Scorpions låten live vid Brandenburger Tor till 10-årsminnet av Berlinmurens fall.

## Påståenden om kopplingar till CIA
Låten avhandlas i podden "Wind of Change", som släpptes 11 maj 2020, som bland annat tar upp frågor om låtens ursprung. Författaren Patrick Radden Keefe undersöker påståenden att låten är skriven av, eller har andra kopplingar till CIA, exempelvis att CIA hjälpte till att distribuera låten bakom Järnridån, utifrån ett rykte som påstås härstamma inifrån CIA. Podden lyckas inte bevisa detta och diskuterar om det exempelvis är en vandringssägen, en konspirationsteori eller ett påstående planterat av CIA eller rysk underrättelseverksamhet. Sångaren Klaus Meine kommenterar det hela med att "Det är en fascinerande idé, en underhållande tanke, men det finns ingen sanning bakom"

## Listplaceringar och försäljning
På svenska Tracks blev låten den näst största hiten 1991.
| Lista (1991)                            | Topplaceringar |
| --------------------------------------- | -------------- |
| Australiska ARIA-singellistan           | 7              |
| Österrikiska singellistan               | 1              |
| Nederländska singellistan               | 1              |
| Franska SNEP-singellistan               | 1              |
| Tyska singellistan                      | 1              |
| Irländska singellistan                  | 2              |
| Nyzeeländska RIANZ-singellistan         | 17             |
| Norska singellistan                     | 1              |
| Svenska singellistan                    | 1              |
| Schweiziska singellistan                | 1              |
| Brittiska singellistan                  | 2              |
| US Billboard Hot 100                    | 4              |
| US Billboard Hot Mainstream Rock Tracks | 2              |

| Årsskifteslista (1991)    | Placering |
| ------------------------- | --------- |
| Australiska singellistan  | 43        |
| Österrikiska singellistan | 1         |
| Franska singellistan      | 3         |
| Nederländska singellistan | 8         |
| Schweiziska singellistan  | 1         |

| Land           | Cerfifikat | Datum           | Sålda exemplar |
| -------------- | ---------- | --------------- | -------------- |
| Österrike      | Platina    | 7 november 1991 | 30 000         |
| Frankrike      | Guld       | 1991            | 250 000        |
| Tyskland       | Platina    | 1991            | 500 000        |
| Storbritannien | Silver     | 1 oktober 1991  | 200 000        |
| USA.           | Guld       | 9 april 1991    | 500 000        |